# Musée de la Céramique de Sacavém

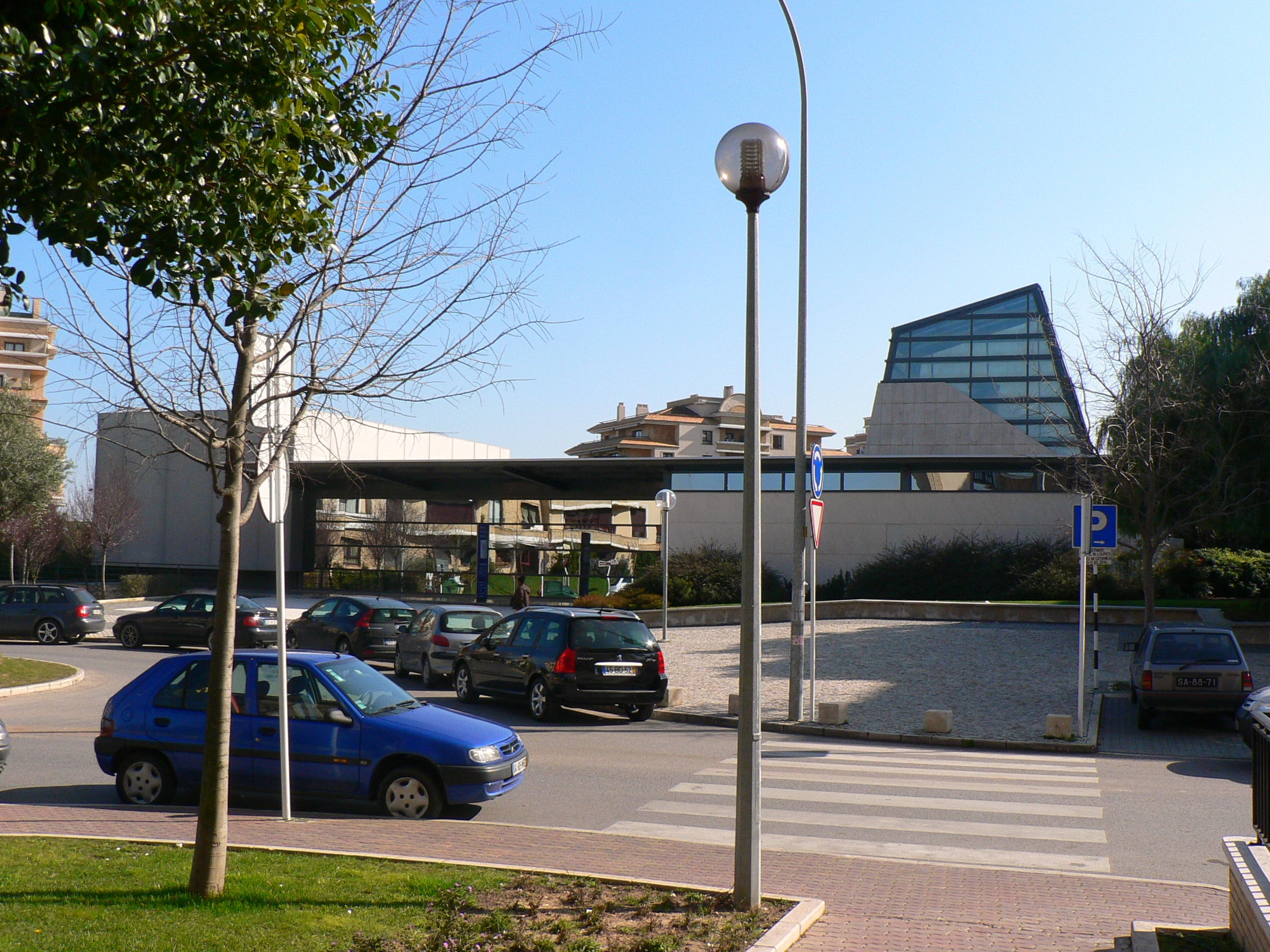
Vue lointain du musée de la céramique de Sacavém

Le musée de la céramique de Sacavém (en portugais : Museu de Cerâmica de Sacavém) est situé dans la ville de Sacavém dans la municipalité de Loures, au nord-est de Lisbonne au Portugal.
Le musée a ouvert ses portes en juillet 2000 et a été construit sur le terrain d’une ancienne usine de céramique.